# 齋藤康彦
齋藤 康彦（さいとう やすひこ、1947年 - ）は、日本の経済学者、歴史学者。山梨大学名誉教授。専門は近代日本経済史。東京都出身。山梨郷土研究会会員。

## 略歴
- 1972年3月：山梨大学教育学部卒業
- 1975年3月：東京教育大学大学院文学研究科日本史学専攻修士課程修了
- 1980年3月：筑波大学大学院歴史･人類学研究科博士課程単位取得満期退学
- 1982年5月：山梨大学教育学部講師
- 1984年11月：同大学助教授
- 1992年4月：同大学教授
- 1998年4月：学部改組により同大学教育人間科学部教授
- 2013年3月：退任

## 著書

### 単著
- 『地方産業の展開と地域編成』（多賀出版、1998年）
- 『転換期の在来産業と地方財閥』（岩田書院、2002年）
- 『産業近代化と民衆の生活基盤』（岩田書院、2005年）
- 『地方財閥の近代　甲州財閥の興亡』（岩田書院、2009年）
- 『近代数寄者のネットワーク　茶の湯を愛した実業家たち』（思文閣出版、2012年）
- 『根津青山－「鉄道王」嘉一郎の茶の湯』（宮帯出版社、2014年）茶道文化学術賞受賞
- 『小林逸翁－一三翁の独創の茶』（宮帯出版社、2018年）
- 『高橋箒庵－近代数寄者の語り部』（宮帯出版社、2020年）
- 『益田鈍翁－近代数寄者の大巨頭』（宮帯出版社、2023年）

### 共著
- （飯田文彌・秋山敬・笹本正治）『山梨県の歴史』（山川出版社、1999年/第2版、2010年）

### 共編
- （秋山敬）『図説甲府の歴史』（郷土出版社、2000年）
- （秋山敬）『図説韮崎・巨摩の歴史』（郷土出版社、2000年）

## 刊行史料
- （萩原三雄）『甲府市今昔写真帖　保存版』（郷土出版社、2004年）
- （萩原三雄）『巨摩今昔写真帖　保存版』（郷土出版社、2004年）